# Xã Clark, Quận Hettinger, Bắc Dakota
Xã Clark (tiếng Anh: Clark Township) là một xã thuộc quận Hettinger, tiểu bang Bắc Dakota, Hoa Kỳ. Năm 2010, dân số của xã này là 31 người.